# Potamonautes antheus
Potamonautes antheus is een krabbensoort uit de familie van de Potamonautidae. De wetenschappelijke naam van de soort is voor het eerst geldig gepubliceerd in 1920 door Colosi.
De soort is bekend uit het zuidwesten van Ethiopië.